# Långasjön (Härlunda socken, Småland)
Långasjön är en sjö i Älmhults kommun i Småland och ingår i Skräbeåns huvudavrinningsområde.